# Ligne Yōkaichi
La ligne Yōkaichi (八日市線, Yōkaichi-sen) est une ligne ferroviaire exploitée par la compagnie privée Ohmi Railway dans la préfecture de Shiga au Japon. Elle relie la gare de Yōkaichi à Higashiōmi à la gare d'Ōmihachiman à Ōmihachiman.

## Histoire
La ligne a été ouverte en 1913 par le chemin de fer de Hunan. Elle est intégrée au réseau d'Ohmi Railway en mars 1945.

## Caractéristiques

### Ligne
- Longueur : 9,3 km
- Ecartement : 1 067 mm
- Electrification : 1 500 Vcc
- Nombre de voies : Voie unique

### Liste des gares
La ligne comporte 7 gares.
| Numéro | Gare          | Nom japonais | Distance (km) | Correspondances                                  | Localisation |
| ------ | ------------- | ------------ | ------------- | ------------------------------------------------ | ------------ |
| OR15   | Yōkaichi      | 八日市       | 0             | Ohmi Railway : ligne principale (interconnexion) | Higashiōmi   |
| OR16   | Shin-Yōkaichi | 新八日市     | 0,6           |                                                  | Higashiōmi   |
| OR17   | Tarōbōgū-mae  | 太郎坊宮前   | 1,3           |                                                  | Higashiōmi   |
| OR18   | Ichinobe      | 市辺         | 3,0           |                                                  | Higashiōmi   |
| OR19   | Hirata        | 平田         | 5,0           |                                                  | Higashiōmi   |
| OR20   | Musa (ja)     | 武佐         | 6,5           |                                                  | Ōmihachiman  |
| OR21   | Ōmihachiman   | 近江八幡     | 9,3           | JR West : Biwako                                 | Ōmihachiman  |